# Labordia hedyosmifolia
Labordia hedyosmifolia är en tvåhjärtbladig växtart som beskrevs av Henri Ernest Baillon. Labordia hedyosmifolia ingår i släktet Labordia och familjen Loganiaceae. Inga underarter finns listade i Catalogue of Life.